# Gudauri

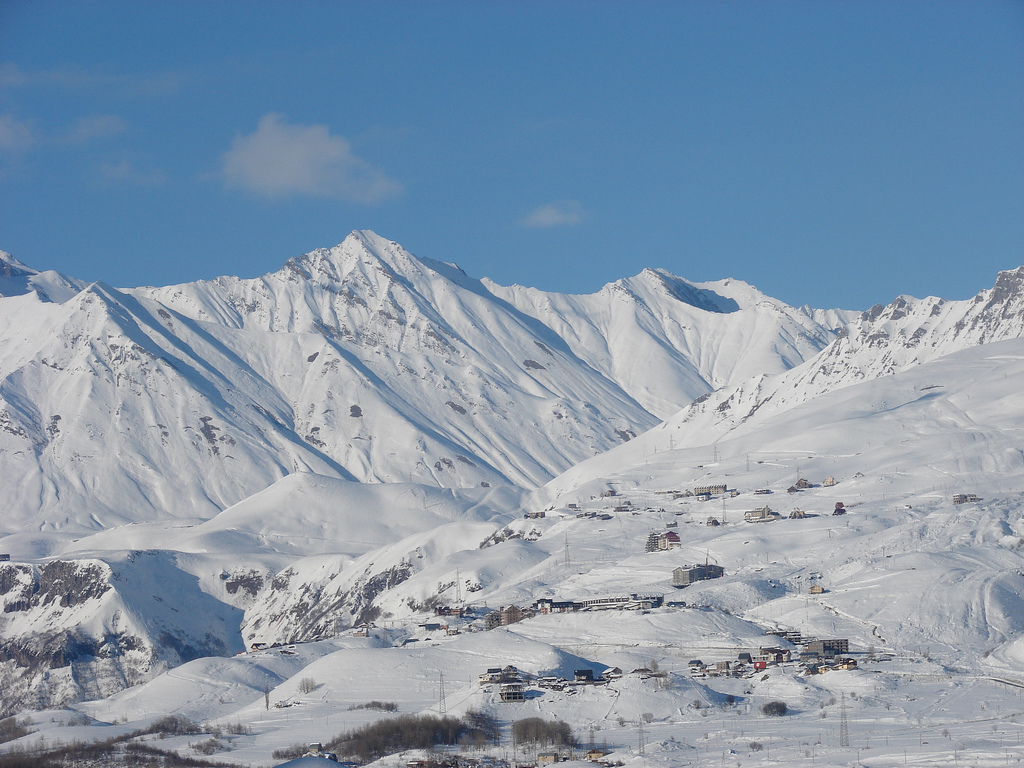
Widok na kurort i otaczające góry

Gudauri (gruz. გუდაური) – gruziński kurort narciarski leżący w górach Kaukazu w regionie Mccheta-Mtianetia. Zaraz za miejscowością zaczyna się podejście pod górę Sadzele (3260 m n.p.m.) i sąsiednią Kudebi (3008 m n.p.m.).
Miejscowość położona jest na wysokości 2200 metrów n.p.m. Kiedyś była tylko leżącą przy Gruzińskiej Drodze Wojennej stacją pocztową, gdzie dyliżanse i carscy kurierzy wymieniali konie. W połowie lat 80., kiedy Gruzja należała jeszcze do Związku Radzieckiego, władze w Moskwie postanowiły pozyskać Kaukaz dla płacących dewizami obywateli Zachodu. Z pomocą austriackich inwestorów wybudowano hotele, wyciągi i nartostrady. Na oba pobliskie szczyty prowadzą wyciągi krzesełkowe. Na zboczach Sadzele i Kudebi jest 35 km tras zjazdowych o wszystkich stopniach trudności.